# Cam (rivière de Canterbury)
Pour les articles homonymes, voir Cam.

La rivière Cam / Ruataniwha (en anglais : 'Cam River / Ruataniwha' River) est un cours d’eau de la région de Canterbury, dans l’Île du Sud de la Nouvelle-Zélande.

## Géographie
La rivière Cam / Ruataniwha prend sa source juste à l’est de la ville de Rangiora et s’écoule vers le sud à travers la plaines de Canterbury en direction de la ville de Kaiapoi. Elle a deux affluents, le « North Brook » et le « South Brook », qui prennent naissance dans la chaîne de Rangiora, et elle est alimentée par plusieurs ruisseaux sans nom et par des canaux de drainage.
C’est un affluent de la rivière Kaiapoi, qui est elle-même affluent du fleuve Waimakariri.

## Nom
Le nom officiel fut modifié de « rivière Cam », par la liste des lieux avec un double nom en Nouvelle-Zélande, pour devenir « Cam River / Ruataniwha » par le « Ngai Tahu Claims Settlement Act » de  1998.